# Науменко Володимир Васильович
Володимир Васильович Науменко (нар. 27 вересня 1956, Балаклава) — український футболіст, нападник.

## Життєпис
Народився 27 вересня 1956 року в Балаклаві. Вихованець місцевої дитячо-юнацької спортивної школи. 1977 року дебютував у складі севастопольської «Атлантики». За три сезони в другій лізі забив 39 м'ячів.
З 1979 по 1986 рік захищав кольори сімферопольської «Таврії». Найкращий бомбардир в історії клубу — 168 голів. Переможець і найрезультативніший гравець турніру команд першої ліги 1980 року (33 голи). Володар золотих нагород і кращий бомбардир чемпіонату УРСР 1985 року (37 голів).
Наприкінці 80-х виступав за «Геолог» (Тюмень), знову «Таврію», «Океан» (Керч) і нікопольський «Колос». Входить до «Клубу Євгена Дерев'яги» — списку найрезультативніших гравців чемпіонату УРСР (у рамках другої ліги) — 112 голів. Усього за кар'єру провів понад 400 матчів, забив 232 м'ячі.

## Досягнення
- Переможець першої ліги (1): 1980
- Чемпіон УРСР (1): 1985
- Віце-чемпіон УРСР (1): 1986

## Статистика
| Сезон                | Команда              | Ліга                 | Ігри | Голи |
| -------------------- | -------------------- | -------------------- | ---- | ---- |
| 1977                 | «Атлантика»          | D3                   |      | 16   |
| 1978                 | «Атлантика»          | D3                   |      | 17   |
| 1979                 | «Атлантика»          | D3                   | 14   | 6    |
| 1979                 | «Таврія»             | D2                   | 28   | 10   |
| 1980                 | «Таврія»             | D2                   | 46   | 33   |
| 1981                 | «Таврія»             | D1                   | 33   | 7    |
| 1982                 | «Таврія»             | D2                   | 41   | 20   |
| 1983                 | «Таврія»             | D2                   | 42   | 17   |
| 1984                 | «Таврія»             | D2                   | 42   | 17   |
| 1985                 | «Таврія»             | D3                   | 44   | 37   |
| 1986                 | «Таврія»             | D3                   | 39   | 23   |
| 1987                 | «Геолог»             | D2                   | 37   | 9    |
| 1988                 | «Геолог»             | D2                   | 11   | 3    |
| 1988                 | «Таврія»             | D2                   | 15   | 4    |
| 1989                 | «Океан» (Керч)       | D3                   | 8    | 3    |
| 1989                 | «Колос» (Нікополь)   | D3                   | 27   | 10   |
| Усього в другій лізі | Усього в другій лізі | Усього в другій лізі |      | 112  |
| Усього в першій лізі | Усього в першій лізі | Усього в першій лізі | 262  | 113  |
| Усього у вищій лізі  | Усього у вищій лізі  | Усього у вищій лізі  | 33   | 7    |